# Lucas Lima
Lucas Rafael Araújo Lima (Marília, el 9 de juliol de 1990), conegut com a Lucas Lima, és un futbolista brasiler que juga al Santos com a migcampista ofensiu.